# Christian Frederiksen
Christian Wigø Frederiksen (* 31. Januar 1965 in Kopenhagen) ist ein ehemaliger dänischer Kanute, der ab 2000 international für Norwegen antrat.

## Erfolge
Christian Frederiksen nahm an vier Olympischen Spielen teil. Bei seinem Olympiadebüt 1988 in Seoul ging er mit Arne Nielsson im Zweier-Canadier in zwei Wettbewerben an den Start und erreichte bei beiden das Finale. Über 500 Meter belegten sie den achten Platz, während sie auf der 1000-Meter-Strecke nach zweiten Plätzen in den Vor- und Halbfinalläufen als Viertplatzierte des Endlaufs knapp einen Medaillengewinn verpasste. Auch bei den Olympischen Spielen 1992 in Barcelona zogen Frederiksen und Nielsson über beide Distanzen in die Finalläufe ein. Sie schlossen das Rennen über 500 Meter auf dem fünften Platz ab. Beim Wettbewerb über 1000 Meter waren sie noch erfolgreicher: Sie überquerten nach 3:39,26 Minuten hinter den siegreichen Deutschen Ulrich Papke und Ingo Spelly und vor den drittplatzierten Franzosen Didier Hoyer und Olivier Boivin als Zweite die Ziellinie, womit sie die Silbermedaille gewannen.
Bei seiner dritten Olympiateilnahme 1996 in Atlanta startete Frederiksen lediglich im Einer-Canadier auf der 500-Meter-Strecke. Auf dieser zog er ins Finale ein und belegte dort den sechsten Platz. Bei den Olympischen Spielen 2000 in Sydney trat er nunmehr für Norwegen an. Im Einer-Canadier schied er über 500 Meter im Halbfinale vorzeitig aus, qualifizierte sich aber über die 1000-Meter-Distanz für den Endlauf, den er auf Rang fünf abschloss.
Zahlreiche Titel- und Medaillengewinne gelangen Frederiksen bei Weltmeisterschaften. Im Kanurennsport gewann er all diese mit seinem Olympiapartner Arne Nielsson im Zweier-Canadier. 1986 sicherten sich die beiden in Montreal über 10.000 Meter Bronze, ehe sie 1987 in Duisburg, 1989 in Plowdiw, 1990 in Posen und 1993 in Kopenhagen viermal über die Langdistanz Weltmeister wurden. Außerdem sicherten sie sich 1989 und 1993 den Titelgewinn über 1000 Meter und belegten 1993 über 500 Meter den zweiten Platz.
Im Kanumarathon gewannen Frederiksen und Nielsson 1988 in Nottingham im Zweier-Canadier die Silbermedaille und wurden sowohl 1990 in Kopenhagen als auch 1992 in Brisbane Weltmeister.